# 톰 데이비스 (축구 선수)
톰 데이비스(영어: Tom Davies, 1998년 6월 30일 ~ )는 잉글랜드의 축구 선수로 현재 셰필드 유나이티드에서 뛰고 있다. 포지션은 중앙 미드필더로 뛰고 있다.